# 도스 칸
도스 칸(러시아어: Дост-хан, 1558년 사망)은 9번째 히바 칸국의 칸이자 1557년부터 1558년까지 화레즘과 히바 칸국을 다스린 사람이다.

## 집권

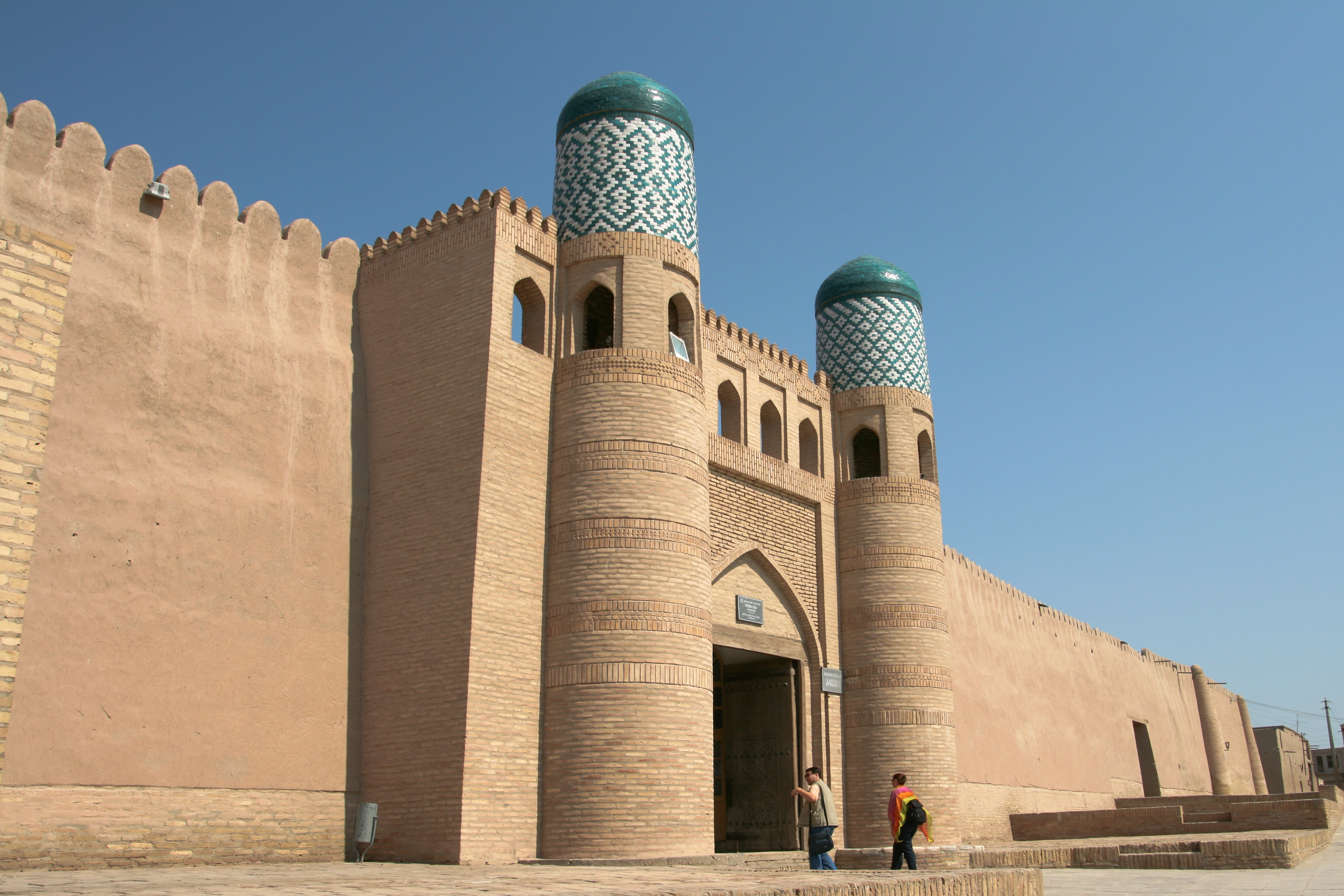
히바 성의 성문.

도스 칸은 더스트 무함마드 칸의 아들인 부주가 칸의 아들이자 우즈베크 칸국의 야자르 칸의 후손이기도 했다. 1557년 아가타이 칸이 사망한 이후 그는 히바 칸국의 칸으로 등극했다. 이 때 도스 칸이 우르겐치를 수도로 정했다.

## 죽음
도스 칸은 통치 기간 동안 계속된 권력 투쟁으로 인해 1년 남짓 후인 1558년 암살당했다. 이후 화레즘의 통치자는 하지 무함마드 칸이 되었다.

## 참고 문헌
- (러시아어) Гулямов Я.Г., История орошения Хорезма с древнейших времен до наших дней. Ташкент. 1957
- (러시아어) История Узбекистана. Т.3. Т.,1993.
- (러시아어) История Узбекистана в источниках. Составитель Б.В. Лунин. Ташкент, 1990
- (러시아어) История Хорезма. Под редакцией И.М.Муминова. Ташкент, 1976

| 전임 아가타이 칸 | 제9대 히바 칸국의 칸 1557년 ~ 1558년 | 후임 하지 무함마드 칸 |